# Katherine Batis
Titre
Consort du prétendant au trône de Yougoslavie
Depuis le 21 septembre 1985
(39 ans, 7 mois et 24 jours)
La princesse Katherine de Serbie, née Ekateríni Báti (grec moderne : Αικατερίνη Μπάτη) le 13 novembre 1943 dans le quartier de Petrálona à Athènes, également appelée Katherine Karađorđević (en serbo-croate: Катарина Карађорђевић) et parfois Katherine de Yougoslavie, est l'épouse d'Aleksandar Karađorđević, prince héritier de Serbie. Pour les monarchistes serbes, elle est considérée comme « reine de Serbie ».

## Biographie
Katherine Batis est l'une des deux filles de Robert Batis (1916-2011), un propriétaire et directeur d'usine et président du Fostiras Football Club, et d'Anna Dosti (1922-2010). Elle et sa sœur, Betty Roumeliotis, sont élevées à Athènes puis à Lausanne. Elle fut femme d'affaires pendant quelques années aux États-Unis.
Elle se marie le 25 novembre 1962 avec Jack Walter Andrews (1933-2013), citoyen américain avec qui elle a deux enfants (David Andrews et Alison Garfinkel) puis cinq petits-enfants (dont Alexander Andrews-Margaritis, filleul du président grec Prokopis Pavlopoulos). Katherine Batis divorce de Jack Andrews en décembre 1984 et rencontre peu de temps après à Washington le prince Aleksandar Karađorđević, prince héritier de Yougoslavie, avec qui elle se marie le 20 septembre 1985 à Londres au cours d'un mariage civil suivi, le lendemain, d'un mariage religieux en l'Église orthodoxe serbe Saint-Sava de Notting Hill.
Le couple vit en exil au Royaume-Uni jusqu'à son retour officiel en Serbie en 2001, à la faveur de la chute du régime de Slobodan Milošević et de la dislocation de la Yougoslavie quelques mois plus tôt.
En 2001, elle crée la « Fondation Princesse héritière Katherine » et s'occupe activement d'œuvres caritatives en Serbie, en Grèce, au Royaume-Uni, au Canada et aux États-Unis.

## Titres et honneurs
En serbe, elle est la princesse Katarina Karađorđević.

### Titulature
- 21 septembre 1985 - 4 février 2003 : « Son Altesse Royale la princesse héritière de Yougoslavie »
  - 21 septembre 1985 - 4 février 2003 : « Sa Majesté le reine de Yougoslavie » (de jure)
- depuis juillet 2001 : Son Altesse Royale la princesse Katarina Karađorđević (officiel)
- depuis le 4 février 2003 : « Son Altesse Royale la princesse héritière de Serbie »
  - depuis 2003 : « Sa Majesté la reine de Serbie » (de jure)